# Jasna Šekarić
Jasna Šekarić (Belgrado, 17 dicembre 1965) è una tiratrice a segno serba, vincitrice di cinque medaglie olimpiche.

## Carriera
Ha partecipato a sette edizioni consecutive delle olimpiadi, a partire da Seul 1988 sino a Londra 2012, ed in quattro di queste è salita sul podio, ogni volta sotto una diversa bandiera.
Nel 2008 ha avuto l'onore di essere nominata portabandiera per la Serbia, che per la prima volta si presentava ai giochi olimpici come stato indipendente.

## Palmarès

### Olimpiadi
- 5 medaglie:
  - 1 oro (pistola aria compressa a Seul 1988)
  - 3 argenti (pistola aria compressa a Barcellona 1992; pistola aria compressa a Sydney 2000; pistola aria compressa a Atene 2004)
  - 1 bronzo (pistola automatica a Seul 1988)

### Campionati mondiali
- 4 medaglie:
  - 3 ori (pistola aria compressa a Budapest 1987; pistola aria compressa a Mosca 1990; pistola aria compressa a Milano 1994)
  - 1 argento (pistola aria compressa a Sarajevo 1989)

### Campionati europei
- 12 medaglie:
  - 6 ori (pistola aria compressa da 10 metri a Espoo 1986; pistola aria compressa da 10 metri a Manchester 1991; pistola aria compressa da 10 metri a Budapest 1992; pistola aria compressa da 10 metri a Budapest 1996; pistola automatica a Belgrado 2005; pistola aria compressa da 10 metri a squadre a Odense 2013);
  - 2 argenti (pistola aria compressa da 10 metri a Copenaghen 1989; pistola aria compressa da 10 metri a Arnhem 1990);
  - 4 bronzi (pistola automatica a Zagabria 1989; pistola aria compressa da 10 metri a Strasburgo 1994; pistola aria compressa da 10 metri a Arnhem 1999; pistola automatica a Zagabria 2001).

### Campionati europei juniores
- 1 medaglia:
  - 1 bronzo (pistola automatica a Osijek 1985)